# Telespiza ultima
Il fringuello di Nihoa (Telespiza ultima Bryan, 1917) è un uccello passeriforme della famiglia dei Fringillidi.

## Etimologia
Il nome scientifico della specie, ultima, venne scelto dal suo scopritore William Alanson Bryan in quanto egli si disse sicuro che nessun'altra specie di fringillide endemico sarebbe stata più scoperta alle Hawaii dopo di essa: Bryan venne tuttavia smentito appena quattro anni dopo con la scoperta dell'uncibecco di Lanai, e nuovamente (seppur in maniera postuma, essendo venuto a mancare nel 1947) con la scoperta del poo uli nel 1974.

## Descrizione

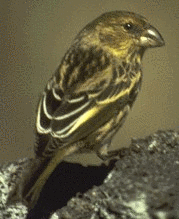
Femmina in natura.

### Dimensioni
Misura 15–17 cm di lunghezza, per 21-28 g di peso

### Aspetto
Questi animali somigliano molto al congenere fringuello di Laysan, rispetto al quale presentano uncinatura della parte superiore del becco molto meno accentuata e quasi del tutto assente, oltre ad essere nel complesso più piccoli e di colorazione più chiara.

In questa specie è presente dimorfismo sessuale: i maschi, infatti, presentano testa e petto gialli, ventre e sottocoda bianchi, dorso grigio con ali, coda e codione marroni striate di nero. Le femmine, invece, presentano estensione del giallo molto meno estesa ed in generale colorazione più sobria e tendente al bruno. In ambedue i sessi, il becco è grigio-avorio con punta nera, gli occhi sono bruni e le zampe sono di color carnicino.

## Biologia
Si tratta di uccelli che all'infuori della stagione riproduttiva vivono perlopiù in coppie o in piccoli gruppi, tenendosi in contatto fra loro durante i rapidi spostamenti fra i cespugli alla continua ricerca di cibo con una serie di richiami cinguettanti.

### Alimentazione
Il fringuello di Nihoa è un uccello onnivoro, la cui dieta è molto generalista e opportunista e, pur basandosi su vegetali (foglie, frutti e fiori di Chenopodium, semi ancora immaturi di Portulaca villosa), comprende anche insetti e, quando disponibili, anche uova di uccelli marini e carne proveniente da carcasse.

### Riproduzione
Questi uccelli sono monogami e formano coppie stabili: la stagione riproduttiva cade durante la prima metà dell'anno, cominciando in febbraio e protraendosi fino a luglio.
Il nido viene edificato in cavità rocciose, fessure della roccia o nei cumuli di roccia friabile delle scogliere, fra i 250 e i 2000 m sopra il livello del mare: alla sua costruzione partecipano ambedue i partner, utilizzando perlopiù fibre vegetali intrecciate a coppa. Al suo interno, la femmina depone tre uova, che essa provvede a covare da sola per circa 16 giorni, mentre il maschio sorveglia il nido e si occupa di reperire il cibo per entrambi: i pulli, ciechi ed implumi alla nascita, vengono accuditi da entrambi i genitori, e raggiungono l'indipendenza a circa un mese e mezzo dalla schiusa.

## Distribuzione e habitat
Come intuibile dal nome comune, il fringuello di Nihoa è endemico dell'isola di Nihoa, nel nord-ovest dell'arcipelago delle Hawaii: una piccola popolazione di questi uccelli è stata introdotta nelle French Frigate Shoals, a fini di conservazione della specie.
L'habitat di questa specie è rappresentato dalle aree arbustive ed erbose, che coprono circa i due terzi dell'isola.

## Conservazione
Presente in passato (in base a quanto osservabile dai resti subfossili) anche su Molokai, attualmente il fringuello di Nihoa conta una popolazione stimata nel 2012 in circa 1000-3000 esemplari, distribuiti su un areale di appena 0,43 km²: per questo motivo, fin dall'11 marzo 1967 questi uccelli figurano sulla lista delle specie in pericolo stilata dall'U.S. Fish and Wildlife Service, e vengono classificati dall'IUCN come "in pericolo critico".
Fra i fattori di minaccia alla sopravvivenza di questi uccelli, vi sono le periodiche infestazioni della cavalletta Schistocerca nitens, introdotta accidentalmente sull'isola, che compete attivamente con questi uccelli per il cibo e ne distrugge l'habitat, oltre ai grandi eventi stocastici sempre in agguato, come incendi, siccità, mareggiate o uragani e l'arrivo di malattie come il vaiolo aviario e la malaria aviaria, alle quali tutti i drepanidini hawaiiani si sono dimostrati estremamente sensibili.
Per garantire la sopravvivenza del fringuello di Nihoa, l'isola è stata inserita nel santuario Papahānaumokuākea, che fornisce terreno protetto per le specie che vi abitano.